# An Obstinate Sheriff
An Obstinate Sheriff è un cortometraggio muto del 1915 diretto da J.B. O'Brien (John B. O'Brien) e prodotto dalla Lubin.

## Produzione
Il film fu prodotto dalla Lubin Manufacturing Company.

## Distribuzione
Distribuito dalla General Film Company, il film - un cortometraggio in una bobina - uscì nelle sale USA il 12 febbraio 1915.